# مون‌بین
مون بین (کره‌ای: 문빈؛ ۲۶ ژانویهٔ ۱۹۹۸ – ۱۹ آوریل ۲۰۲۳) که به‌طور حرفه‌ای با نام مون‌بین شناخته می‌شد، خواننده، بازیگر، رقصنده و مدل اهل کره جنوبی زیر نظر فنتجیو بود. او یکی از اعضای گروه پسرانهٔ کره‌ای آسترو و زیر گروه آن، مونبین و سانها بود.

## اوایل زندگی
مون‌بین زادهٔ ۲۶ ژانویهٔ ۱۹۹۸ در چونگ‌جو، استان چونگ‌چونگ شمالی، کره جنوبی بود. او از دبیرستان هانلیم فارغ‌التحصیل شد. مون‌بین یکی از دو فرزند خانواده‌اش بود و خواهر کوچکترش مون سوآ یکی از اعضای گروه دخترانهٔ بیلی است.

## حرفه

### ۲۰۰۶–۲۰۱۵: پیش از آغاز فعالیت
مون‌بین در سن کودکی در سال ۲۰۰۴، تحت تأثیر مادرش به عنوان مدل فعالیت خود را آغاز کرد. اولین حضور شناخته شدهٔ او در سال ۲۰۰۶ و در موزیک ویدئوی گروه تی‌وی‌ایکس‌کیو به نام «بادکنک‌ها» بود که در آنجا نقش نسخهٔ کوچک جونگ یونهو را ایفا کرد. در سال ۲۰۰۹، او اولین حضور خود در یک مجموعه تلویزیونی را در پسران فراتر از گل‌ها انجام داد و نقش کودکی شخصیت کیم بوم را بازی کرد.
مون‌بین از کلاس پنجم کارآموز فنتجیو بود و در سال‌های مدرسهٔ راهنمایی به یک کارآموز تمام و کمال تبدیل شد. مون‌بین پیش از آغاز فعالیت با آسترو، همراه با دیگر اعضای گروه در مجموعه اینترنتی ادامه دارد ایفای نقش کرد.

### ۲۰۱۶–۲۰۲۲: آغاز فعالیت با آسترو، فعالیت‌های انفرادی و آغاز فعالیت با زیرگروه

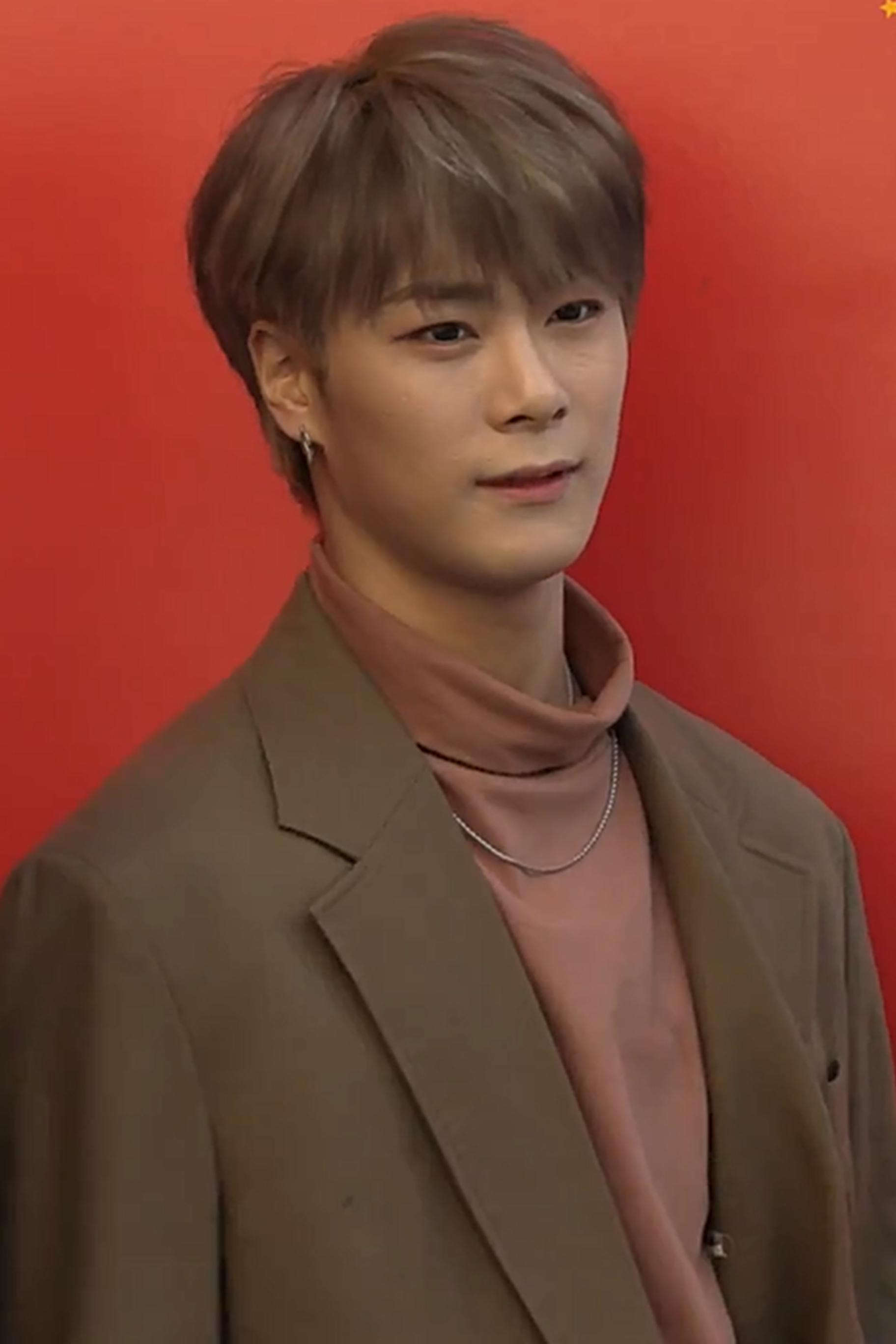
مون‌بین در هفته مد سئول در ۱۹ اکتبر ۲۰۱۸

مون‌بین در ۲۳ فوریه ۲۰۱۶ به عنوان عضوی از گروه شش نفرهٔ آسترو فعالیت خود را آغاز کرد. نخستین آلبوم چندآهنگهٔ گروه به نام اسپرینگ آپ که شامل پنج قطعه از جمله تک‌آهنگ آغازین «قایم‌موشک» بود، منتشر شد. در ۲۷ سپتامبر ۲۰۱۸ مون‌بین به گروه بازیگران برنامه تلویزیونی فهرست پیگیری نهایی آخرین ترند برای دو فصل پیوست. در ۱۷ ژانویه ۲۰۱۹ حضور مون‌بین در مجموعه تلویزیونی لحظه‌ای در هجده سالگی تأیید شد، جاییکه نقش جونگ اوه جه را ایفا کرد.
در ۱۲ نوامبر ۲۰۱۹ فنتجیو گزارش کرد که مون‌بین به دلایل سلامتی برای تبلیغات انتشار آلبوم چندآهنگهٔ جدید گروه به نام شعلهٔ آبی غایب خواهد بود. مون‌بین در ۱۴ فوریه ۲۰۲۰، در یک ویدئوی پخش زنده در وی لایو همراه با دیگر اعضای گروه ظاهر شد و به وقفه‌اش پایان داد. در ۴ مارس ۲۰۲۰، اعلام شد مون‌بین به همراه همگروهی‌اش یون سان ها و کانگ‌مین از گروه وری‌وری، مجریان برنامه موسیقی شو چمپین هستند. در ۱۲ مارس ۲۰۲۰، حضور او در مجموعه اینترنتی شاهزاده پری دریایی به عنوان نقش اصلی تأیید شد که بعداً در فصل دوم این مجموعه نیز حضور داشت. در ۲۶ مه ۲۰۲۰، مون‌بین به برنامه آشپزی سازگار با محیط زیست به نام انتقام‌جویان غذا پیوست.
در سپتامبر ۲۰۲۰ اعلام شد که مون‌بین مدل برند نردی کافه است. در ۱۴ سپتامبر، مون‌بین و همگروهی‌اش یون سان ها در اولین زیرگروه آسترو به نام مونبین و سانها با انتشار آلبوم چندآهنگهٔ این اوت و تک‌آهنگ آغازین «ایدهٔ بد» فعالیتشان را آغاز کردند. این گروه هشت روز بعد از آغاز فعالیت، در برنامه موسیقی د شو برنده شد و تبدیل به سریع‌ترین زیرگروهی شد که در یک برنامه موسیقی اولین برد خود را دریافت کرده‌است.
در ۳ سپتامبر ۲۰۲۱، نِی‌کیدنیز اعلام کرد که مون‌بین را به عنوان مدل خود انتخاب کرده‌است. در ۲۲ دسامبر ۲۰۲۱، مون‌بین به گروه بازیگران فصل دوم برنامه تلویزیونی کوپانگ پلی به نام اس‌ان‌ال کره پیوست. در ۳۰ دسامبر ۲۰۲۲، فنتجیو در یک بیانیه رسمی اعلام کرد که مون‌بین تصمیم دارد قرارداد خود را با این آژانس تمدید کند.

## مرگ
مون‌بین شامگاه ۱۹ آوریل ۲۰۲۳ در خانه‌اش در ناحیه گانگنام، سئول مرده یافت شد. او هنگام مرگ ۲۵ سال داشت. او پس از اینکه در تمرین شرکت نکرد، توسط مدیر برنامه‌هایش پیدا شد. خبرگزاری یونهاپ بیانیه‌ای رسمی از پلیس گانگنام که در حال بررسی علت مرگ بود، منتشر کرد: «به نظر می‌رسد که [او] جان خود را گرفته‌است. ما در حال حاضر در حال بحث در مورد انجام کالبدگشایی برای تعیین علت دقیق مرگ هستیم.»
پس از انجام کالبد شکافی؛ نتایج آن به درخواست خانوادهٔ مونبین، خصوصی و مخفی ذکر شد.
مدتی بعد از این خبر، اخبار زیادی مبنی بر مشکلات قلبی وی و در نهایت خودکوشی او منتشر شد.
فنتجیو در یک بیانیه رسمی در ۲۱ آوریل اعلام کرد که مون‌بین در ۲۲ آوریل ۲۰۲۳ به خاک سپرده خواهد شد. مراسم خاک‌سپاری و محل دفن به درخواست خانواده‌اش خصوصی خواهد بود. همچنین از طرفداران او و گروه‌اش خواست از انتشار حدس و گمان‌های غلط و شایعات دربارهٔ مرگ مونبین خودداری کنند.
در تاریخ ۱۴ خرداد، آژانس "Fantagio" یک فضای یادبود جدید برای "مونبین" در معبد "گوکچئونگساً واقع در نام‌هانگ‌سانگسئونگ" برپا کرد. مکان یادبود جدید از ۱۷ خرداد ماه ۱۴۰۲ به مدت طولانی برپا خواهد بود.
در ۱۷ خرداد ماه، خواهر کوچکتر مونبین و عضو گروه "Billie" یعنی مون سوآ در اینستاگرام پیام صمیمانهٔ خودش رو به شرح زیر برای برادرش نوشت:
((همونطور که انتظار می‌رفت، پشت آقای مون خیلی پهن و گرم بود. من باید بیشتر از اینها می‌خواستم که من رو کول کنه. دفعه بعد که همدیگرو دیدیم، لطفاً بیشتر کولم کن.
تنها برادر من. الان و از این به بعد [قرار نیست] برای همیشه فراموشت نمی‌کنم و بیشتر و بیشتر دوستت خواهم داشت. مراقب خودت باش، سالم بمون، خوب غذا بخور و شاد باش))

## ترانه‌شناسی
| عنوان                                          | سال                  | بهترین موقعیت جدول   | آلبوم                       |                      |                      |
| عنوان                                          | سال                  | کره جنوبی دانلود     | آلبوم                       |                      |                      |
| به عنوان آرتیست اصلی                           | به عنوان آرتیست اصلی | به عنوان آرتیست اصلی | به عنوان آرتیست اصلی        | به عنوان آرتیست اصلی | به عنوان آرتیست اصلی |
| ---------------------------------------------- | -------------------- | -------------------- | --------------------------- | -------------------- | -------------------- |
| «بیا بریم سوار شیم»                            | ۲۰۲۲                 | ۵۹                   | رانندگی به سمت جاده پرستاره |                      |                      |
| «میل»                                          | ۲۰۲۳                 | ۱۵                   | عود                         |                      |                      |
| همکاری‌ها                                       |                      |                      |                             |                      |                      |
| «آزمون زبان» (به همراه جی سو یون از ویکی میکی) | ۲۰۱۸                 | —                    | اف‌ام ۲۰۱۸_۱۲ هرتز           |                      |                      |

### ترانه‌سرایی
اطلاعات زیر از انجمن کپی‌رایت موسیقی کره فهرست شده‌اند، مگر اینکه خلاف آن ذکر شده باشد.
| سال  | عنوان                     | آرتیست | آلبوم                       |
| ---- | ------------------------- | ------ | --------------------------- |
| ۲۰۱۷ | «تو و من (متشکریم آروها)» | آسترو  | رؤیای زمستانی               |
| ۲۰۱۸ | «چرخ‌وفلک (نسخه کریسمس)»   | آسترو  | تک‌آهنگ بدون آلبوم           |
| ۲۰۱۸ | «در کنار تو»              | آسترو  | رایز آپ                     |
| ۲۰۱۹ | «چرخ‌وفلک»                 | آسترو  | تمام روشنایی                |
| ۲۰۲۰ | «یکه و تنها»              | آسترو  | تک‌آهنگ بدون آلبوم           |
| ۲۰۲۱ | «ردپا»                    | آسترو  | روشن کن                     |
| ۲۰۲۲ | «بیا بریم سوار شیم»       | آسترو  | رانندگی به سمت جاده پرستاره |

## فیلم‌شناسی

### مجموعه تلویزیونی
| سال  | عنوان                | نقش              | توضیحات      | منابع         |
| ---- | -------------------- | ---------------- | ------------ | ------------- |
| ۲۰۰۹ | پسران فراتر از گل‌ها  | کودکی سو یی جونگ |              | [ ۳۱ ]        |
| ۲۰۱۴ | همیشه جوان           |                  | حضور افتخاری |               |
| ۲۰۱۹ | لحظه‌ای در هجده سالگی | جونگ اوه جه      |              | [ ۳۲ ] [ ۳۳ ] |

### مجموعه اینترنتی
| سال  | عنوان                            | نقش         | توضیحات              | منابع  |
| ---- | -------------------------------- | ----------- | -------------------- | ------ |
| ۲۰۱۵ | ادامه دارد                       | خودش        |                      | [ ۷ ]  |
| ۲۰۱۶ | برخی از دستورالعمل‌های رمانتیک من | خودش        | حضور افتخاری؛ قسمت ۶ |        |
| ۲۰۱۷ | تب آیدل                          |             | حضور افتخاری         | [ ۳۴ ] |
| ۲۰۱۷ | انتقام شیرین                     | خودش        | حضور افتخاری         |        |
| ۲۰۱۹ | سول پلیت                         | فرشته موریل |                      | [ ۳۵ ] |
| ۲۰۲۰ | شاهزاده پری دریایی               | چوی وو هیوک | لایف‌تایم کره         | [ ۱۵ ] |
| ۲۰۲۰ | شاهزاده پری دریایی: آغاز         | چوی وو هیوک | لایف‌تایم کره         | [ ۱۶ ] |
| ۲۰۲۱ | عاشقانه بدون بازگشت              |             | حضور افتخاری         | [ ۳۶ ] |
| ۲۰۲۱ | اگه می‌تونی پیدام کن              |             | حضور افتخاری؛ قسمت ۶ |        |

### برنامه تلویزیونی
| سال       | عنوان                         | نقش          | توضیحات                       | منابع         |
| --------- | ----------------------------- | ------------ | ----------------------------- | ------------- |
| ۲۰۱۸–۲۰۱۹ | فهرست پیگیری نهایی آخرین ترند | عضو بازیگران | فصل ۱–۲                       | [ ۳۷ ] [ ۳۸ ] |
| ۲۰۲۰      | انتقام‌جویان غذا               | عضو بازیگران |                               | [ ۳۹ ]        |
| ۲۰۲۰–۲۰۲۲ | شو چمپین                      | مجری         | به همراه یون سان ها و کانگ‌مین | [ ۴۰ ]        |

### برنامه اینترنتی
| سال       | عنوان      | نقش          | توضیحات                                | منابع  |
| --------- | ---------- | ------------ | -------------------------------------- | ------ |
| ۲۰۲۱      | اینسا اوپا | عضو بازیگران |                                        | [ ۴۱ ] |
| ۲۰۲۱–۲۰۲۲ | اس‌ان‌ال کره | عضو بازیگران | فصل ۲                                  | [ ۲۲ ] |
| ۲۰۲۲      | چالش       | مجری         | استیج تیک‌تاک زنده؛ به همراه یون سان ها | [ ۴۲ ] |

### میزبان
| سال  | عنوان                        | توضیحات             | منابع  |
| ---- | ---------------------------- | ------------------- | ------ |
| ۲۰۱۸ | کنسرت کی-پاپ اینچئون         | به همراه کیم دو یون | [ ۴۳ ] |
| ۲۰۲۰ | کنسرت فستیوال کی-پاپ گانگنام | به همراه تیفانی     | [ ۴۴ ] |

## جوایز و نامزدی‌ها
| مراسم جوایز             | سال  | دسته                       | نامزد / اثر         | نتیجه    | منابع         |
| ----------------------- | ---- | -------------------------- | ------------------- | -------- | ------------- |
| جوایز ستارگان ای‌پی‌ای‌ان  | ۲۰۲۰ | انترتینر سال – خواننده مرد | مون‌بین              | نامزدشده | [ ۴۵ ]        |
| جوایز برند سال          | ۲۰۲۰ | آیدل بازیگر مرد سال        | شاهزاده پری دریایی  | نامزدشده |               |
| فستیوال فیلم وب‌فست سئول | ۲۰۲۲ | بهترین بازیگر مکمل مرد     | اگه می‌تونی پیدام کن | نامزدشده | [ ۴۶ ] [ ۴۷ ] |

## واژه‌نامه
1. ↑  Balloons
2. ↑  Nerdy Cafe
3. ↑  In-Out
4. ↑  Bad Idea
5. ↑  Neikidnis
6. ↑  Let's go ride
7. ↑  Drive to the Starry Road
8. ↑  Desire; 이끌려
9. ↑  Incense
10. ↑  Language Test
11. ↑  FM2018_12Hz
12. ↑  You and Me (Thanks Aroha)
13. ↑  Winter Dream
14. ↑  Merry Go Round (Christmas Edition)
15. ↑  By Your Side
16. ↑  Rise Up
17. ↑  Merry-Go-Round
18. ↑  All Light
19. ↑  One & Only One
20. ↑  Footprint
21. ↑  Switch On